# Fábrica de sueños (franquicia)
Fábrica de sueños es una franquicia y antología de series de televisión dramáticas de Televisa. El proyecto consiste en actualizar las telenovelas clásicas de mayor éxito de Televisa, inicialmente en formatos cortos de 25 episodios. Cada ficción es independiente, con un grupo de reparto y producción diferentes, escenarios distintos y una trama que tiene su propio comienzo, desarrollo y final.
La primera fase consta del reinicio de 12 telenovelas clásicas producidas por Televisa, las cuales son: Cuna de lobos, Rubí, La usurpadora, El maleficio, Colorina, La madrastra, Los ricos también lloran, Rosa salvaje, Corona de lágrimas, Quinceañera, El privilegio de amar y Corazón salvaje.
La primera entrega estrenada de Fábrica de sueños fue La usurpadora, el 2 de septiembre de 2019 en Las Estrellas. El 18 de mayo de 2021, se anunció en el adelanto de Univision para la programación de la temporada en televisión 2021-22, que Los ricos también lloran será la cuarta entrega, misma que se estrenó el 21 de febrero de 2022.

## Listado de producciones
| Serie                    | Temporada | Temporada | Episodios | Episodios | Lanzamiento original    | Lanzamiento original   | Lanzamiento original | Productor ejecutivo          | Estado    |
| Serie                    | Temporada | Temporada | Episodios | Episodios | Primera emisión         | Última emisión         | Cadena               | Productor ejecutivo          | Estado    |
| ------------------------ | --------- | --------- | --------- | --------- | ----------------------- | ---------------------- | -------------------- | ---------------------------- | --------- |
| La usurpadora            |           | 1         | 25        | 25        | 2 de septiembre de 2019 | 4 de octubre de 2019   | Las Estrellas        | Carmen Armendáriz            | Estrenado |
| Cuna de lobos            |           | 1         | 25        | 25        | 7 de octubre de 2019    | 8 de noviembre de 2019 | Las Estrellas        | Giselle González             | Estrenado |
| Rubí                     |           | 1         | 27        | 27        | 21 de enero de 2020     | 27 de febrero de 2020  | Univision            | Carlos Bardasano (W Studios) | Estrenado |
| Los ricos también lloran |           | 1         | 60        | 60        | 21 de febrero de 2022   | 13 de mayo de 2022     | Las Estrellas        | Carlos Bardasano (W Studios) | Estrenado |
| La madrastra             |           | 1         | 50        | 50        | 15 de agosto de 2022    | 21 de octubre de 2022  | Las Estrellas        | Carmen Armendáriz            | Estrenado |
| El maleficio             |           | 1         | 82        | 82        | 13 de noviembre de 2023 | 3 de marzo de 2024     | Las Estrellas        | José Alberto Castro          | Estrenado |

### La usurpadora(2019)
Basada en La usurpadora de Inés Rodena, la primera entrega de la franquicia cuenta la historia de dos hermanas gemelas separadas al nacer: Paola Miranda y Paulina Doria (Sandra Echeverría), que se reencuentran cuando Paola decide comenzar una nueva vida, junto con su amante Gonzalo Santamaría (Juan Martín Jáuregui), obligando a su hermana Paulina a asumir su identidad. En su afán de desaparecer, Paola simula su propia muerte, planea eliminar a Paulina, en un momento en que su esposo, Carlos Bernal (Andrés Palacios), el presidente de la República, atraviesa una grave crisis gubernamental y política.

### Cuna de lobos(2019)
La segunda entrega está basada en Cuna de lobos de Carlos Olmos. Luego de causar la muerte de su millonario esposo Carlos, Catalina Creel (Paz Vega), cuya gran belleza solo es superada por su crueldad, hará todo lo posible para asegurar su fortuna y su linaje.
Esta producción esta producida a cargo por Giselle González, y está protagonizada por Paz Vega, Gonzalo García Vivanco y Paulette Hernández. Acompañados por José Pablo Minor, Diego Amozurrutia, Leonardo Daniel, Flavio Medina, Osvaldo de León, Nailea Norvind y Emma Escalante.
Las grabaciones iniciaron el 15 de abril de 2019, y concluyeron en julio de 2019.

### Rubí(2020)
Basado en Rubí de Yolanda Vargas Dulché, la tercera entrega es una secuela que no solo abordará aquellos aspectos conocidos por el público, sino que explorará lo que le sucedió al personaje años más tarde.
Está escrita por Leonardo Padrón y producida a cargo por Carlos Bardasano de W Studios para Televisa. Camila Sodi protagoniza el personaje titular. La producción de la serie comenzó el 19 de julio de 2019 y concluyó el 11 octubre del mismo año.

### Los ricos también lloran(2022)
La cuarta entrega es un reinicio de la historia homónima de 1979, la cual, a diferencia de las entregas anteriores, esta contará con 60 episodios confirmados. Está escrita por Esther Feldman y Rosa Salazar Arenas, teniendo de nueva cuenta a cargo de la producción a Carlos Bardasano de W Studios. Claudia Martín y Sebastián Rulli son los protagonistas titulares; la serie inició su rodaje el 20 de septiembre de 2021.

### La Madrastra(2022)
Siendo la quinta entrega de la franquicia, La madrastra es un reinicio de la historia homónima de 2005 escrita por Liliana Abud, basada en la historia original chilena creada por Arturo Moya Grau y para esta ocasión siendo adaptada por Gabriela Ortigoza con 50 episodios escritos. Los rodajes de la serie están divididos para realizarse en 50% en foro y el restante en exteriores. 
Está protagonizada por Aracely Arámbula en su regreso a TelevisaUnivision y Andrés Palacios,  bajo la producción de Carmen Armendáriz para TelevisaUnivision .